# Foodprocessor
En foodprocessor er en alsidig køkkenmaskine med mange forskellige funktioner og tilbehør, der letter madlavningsarbejdet. I dag forbindes en foodprocessor med et elektrisk drevet apparat, men tidligere har manuelt drevne køkkenmaskiner også båret betegnelsen. I modsætning til en røremaskine kan en foodprocessor typisk både rive, snitte, hakke, røre og ælte i en fart. Kapaciteten afhænger af skålens størrelse og motorens kapacitet.
Det oprindeligt danske navn er køkkenmaskine, men af uvisse årsager har den engelske form foodprocessor over årene vundet indpas i det danske sprog, og i dag er den let fordanskede udgave i ét ord den korrekte stavemåde. Gertrud Sand fra julekalenderen The Julekalender bruger ofte ordet, og ønsker sig en sådan maskine i julegave af sin mand, Oluf Sand. 